# Dmytro Myjailenko
Dmytro Stanislávovych Myjailenko (en ucraniano: Дмитро Станіславович Михайленко; Kirovohrad, Unión Soviética, 13 de julio de 1973) es un ex-futbolista y entrenador ucraniano, se desempeñaba como centrocampista. Tras su retirada, ejerció de comentarista para los partidos de la Liga Premier de Ucrania.

## Clubes

### Jugador
| Club                     | País            | Año         | Partidos | Goles |
| FC Zirka Kirovohrad      | Unión Soviética | 1990        | 7        | 0     |
| FC Dnipro Dnipropetrovsk | Ucrania         | 1991 - 1994 | 65       | 12    |
| FC Dinamo Kiev           | Ucrania         | 1994 - 2001 | 146      | 17    |
| Hapoel Tel Aviv          | Israel          | 2001        | 14       | 2     |
| Beitar Jerusalén         | Israel          | 2001 - 2002 | 23       | 3     |
| FC Dnipro Dnipropetrovsk | Ucrania         | 2002 - 2006 | 78       | 6     |
| PFK Metalurg Zaporizhia  | Ucrania         | 2007        | 18       | 0     |
| APOP Kinyras Peyias      | Chipre          | 2007 - 2009 | 25       | 1     |

### Entrenador
| Club                       | País    | Año         |
| -------------------------- | ------- | ----------- |
| Dnipro II (2.º entrenador) | Ucrania | 2009-2010   |
| Dnipro II                  | Ucrania | 2010-2016   |
| Dnipro (2.º entrenador)    | Ucrania | 2016-2017   |
| SC Dnipro-1                | Ucrania | 2017-2020   |
| Pafos FC                   | Chipre  | 2020 - 2021 |

- Datos: Q634474
- Multimedia: Dmytro Mykhaylenko / Q634474